# Pete Cunningham (kickboxeur)
Le Canadien Peter Sugarfoot Cunningham, né le 25 mars 1963 à Port-d'Espagne, est une légende du kickboxing des années 1990. Il est quasi invaincu et considéré comme la référence de l'ISKA Head Office avec un record (50-1-0) dont 21 KO. Le seul à l'avoir battu est le Français Richard Sylla en WKA Head Office.
À la fin des années 1990, il s'illustre dans un combat d'anthologie en kickboxing face au champion français, le nakmuay Dida Diafat.
Il a obtenu le surnom de « sugarfoot » pour ses techniques de coup de pied quasi parfaites. Peter Cunningham est aujourd’hui un instructeur populaire.

## Palmarès
- Titre léger I.M.F.
- Titre junior W.M.A.C. des mi-moyens
- Champion du Monde ISKA